# Болохово
Болохово — місто (з 1943) в Кірєєвському районі Тульської області Росії. Утворює однойменне муніципальне утворення місто Болохово зі статусом міського поселення як єдиний населений пункт у його складі.
Населення — 8738 осіб (2021).

## Географія
Розташоване за 19 км на південний схід від Тули та за 18 км на північ від Кірєєвська, поблизу річки Шиворонь (басейн Оки).

## Історія
- Місто Болохово відоме з XVI століття.

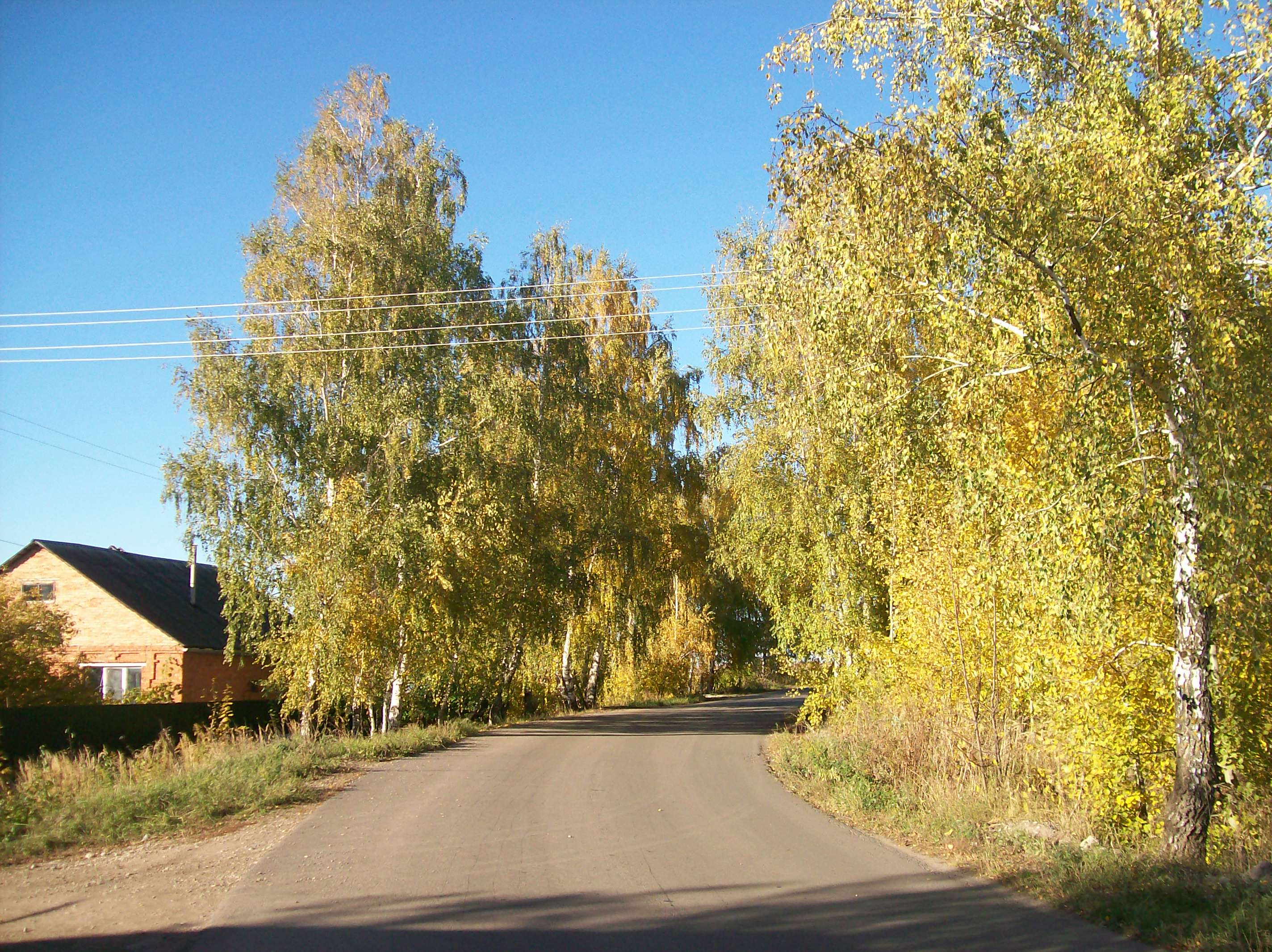
Болохово. Дорога на Нове село

- 1 червня 1932 року селище Болохово Оболенського району Московської області перетворено в робітниче селище[3].
- 10 грудня 1932 року районний центр Оболенського району був перенесений з селища Новоселебне в робітниче селище Болохово, а район перейменований в Болоховський.
- У 1937 році Болохово увійшло до складу Тульської області.
- 19 листопада 1941 року 24-й танковий корпус досяг Болохово.
- 5 лютого 1943 року робітниче селище Болохово переведене в розряд міст районного підпорядкування.
- У 1963 році Болоховський район був скасований, місто Болохово увійшло до складу Кірєєвського промислового району.
- У 1994 році в межу Болохово було включено смт Улановський.
- З 2006 року місто є центром муніципального утворення (міського поселення) «місто Болохово».

## Населення
На 1 січня 2021 року за чисельністю населення місто знаходилося на 966-му місці з 1116 міст Російської Федерації.
| 1939   | 1959    | 1970     | 1979     | 1989     | 1992     | 1996     | 1998     | 2000     | 2005     | 2007     | 2010    | 2014    | 2018    | 2019    | 2020    | 2021    |
| ------ | ------- | -------- | -------- | -------- | -------- | -------- | -------- | -------- | -------- | -------- | ------- | ------- | ------- | ------- | ------- | ------- |
| 12 710 | ▼ 8 295 | ▲ 10 985 | ▲ 11 122 | ▲ 11 787 | ▲ 12 000 | ▼ 11 900 | ▼ 11 800 | ▼ 11 500 | ▼ 10 300 | ▬ 10 300 | ▼ 9 622 | ▼ 9 160 | ▼ 9 043 | ▼ 8 970 | ▼ 8 828 | ▼ 8 738 |

## Промисловість
На території міста знаходиться 7 великих виробничих підприємств, що випускають широкий спектр продукції. Одним з них є ТОВ «Стигр-3», що базується на місці колишнього навчально-виробничого підприємства Всеросійського товариства сліпих. Основне виробництво пов'язане з Російською залізницею. Підприємство виробляє системи опалення, інтер'єр салону електропоїздів.